# EVA (САУ)
EVA — колёсная САУ словацкого производства, разработанная компанией Konstrukta Defence и представленная публике в 2015 году. 
EVA базируется на шасси грузовика Tatra 815 с колёсной формулой 6x6, но систему можно также установить на шасси грузовика с колёсной формулой 8x8. Вооружена 155-мм орудием L52 и имеет максимальную дальность стрельбы 41 км с боеприпасами ERFB-BB.

## Конструкция
Создан как совместный проект компаний Konstrukta Defense и ZTS Special с использованием технологии, разработанных для САУ Zuzana 2. Использует 155-мм орудие, с дальностью стрельбы до 41 км с использованием специализированных боеприпасов ERFB-BB.
Заявленная скорострельность — до 5 выстрелов в первую минуту и 13 выстрелов в течение 3 минут. В автоматических магазинах находится 24 снаряда, готовых к стрельбе. Процесс заряжания полностью автоматизирован и может выполняться изнутри бронированной кабины. Поддерживается режим одновременной стрельбы несколькими снарядами, а орудие можно подключить к системе управления и контроля батальонной батареи.
Высокая мобильность достигается за счет использования шасси Tatra 815 с колёсной формулой 6×6, однако разработчик заявляет, что существует и вариант с колёсной формулой 8×8. Представленная в 2015 году модель имеет запас хода до 700 км и скорость до 80 км/ч с использованием шасси 6×6. Габариты и вес были сохранены в рамках ограничений грузоподъёмности самолёта С-130, что обеспечило высокую стратегическую мобильность САУ.
По сравнению с конкурирующими САУ схожей концепции, EVA предлагает компактную конструкцию, малый вес и большую дальность стрельбы, возможность транспортировки самолётами C-130, а также полную автоматизацию стрельбы с минимальным количеством необходимого экипажа.

### Варианты
В августе 2024 года компания Konstrukta Defence провела испытания варианта EVA M2 (впервые представленного в сентябре 2023 года под названием BIA). Оценивались возможности стрельбы, структурная целостность и мобильность. Этот вариант создан на базе Tatra 815 с колёсной формулой 6×6 и оснащён бронированной кабиной.
Система управления огнём самостоятельно обрабатывает решения по стрельбе для системы. При этом учитываются метеорологические и баллистические данные, топография и данные о цели. Орудие автоматически наводится на цель, а автомат заряжания заряжает орудие.